# Чемпионат СССР по классической борьбе 1974
43-й чемпионат СССР по классической борьбе проходил в спортивном манеже Риги с 18 по 21 апреля 1974 года. В соревнованиях участвовало 269 борцов. Главный судья соревнований — рижанин Э. П. Матвейс. Этот турнир был первым этапом отбора на чемпионат Европы в Мадриде и чемпионат мира в Катовице, проводился по новым правилам.

## Медалисты
| Весовая категория   | Золото                                             | Серебро                                         | Бронза                                           |
| ------------------- | -------------------------------------------------- | ----------------------------------------------- | ------------------------------------------------ |
| Наилегчайший вес    | Фируддин Курбанов «Нефтчи» (Баку)                  | Жаксылык Ушкемпиров «Кайрат» (Семипалатинск)    | Александр Вайнберг «Локомотив» (Ленинград)       |
| Легчайший вес       | Валерий Арутюнов «Динамо» (Ереван)                 | Владимир Шатунов «Динамо» (Киров)               | А. Алиев «Нефтчи» (Баку)                         |
| Полулёгкий вес      | Фархат Мустафин Вооружённые Силы (Москва)          | Александр Кустов «Спартак» (Калининград)        | Василий Гримайло «Динамо» (Алма-Ата)             |
| Лёгкий вес          | Анатолий Кавкаев Вооружённые Силы (Москва)         | Нельсон Давидян «Динамо» (Киев)                 | Василий Ларцев Вооружённые Силы (Ростов-на-Дону) |
| 1-й полусредний вес | Шамиль Хисамутдинов «Спартак» (Московская область) | Валерий Спиридонов Вооружённые Силы (Москва)    | Виктор Кузьмин «Варпа» (Рига)                    |
| 2-й полусредний вес | Имант Клинтсон «Даугава» (Рига)                    | Иосиф Беришвили «Буревестник» (Тбилиси)         | Ариф Нифтулаев «Нефтчи» (Баку)                   |
| 1-й средний вес     | Анатолий Назаренко «Динамо» (Алма-Ата)             | Владимир Чебоксаров «Динамо» (Тюмень)           | Тамаз Кикнадзе «Трудовые резервы» (Тбилиси)      |
| 2-й средний вес     | Валерий Резанцев «Динамо» (Алма-Ата)               | Антс Нису «Динамо» (Таллин)                     | Владимир Муханов «Спартак» (Саратов)             |
| Полутяжёлый вес     | Дмитрий Задверняк «Колос» (Киев)                   | Измаил Екутич Вооружённые Силы (Ростов-на-Дону) | Василий Меркулов «Спартак» (Воронеж)             |
| Тяжёлый вес         | Александр Колчинский «Динамо» (Киев)               | Шота Морчиладзе «Буревестник» (Тбилиси)         | Анатолий Зеленко «Красное знамя» (Минск)         |

## Итоговое положение
Наилегчайший вес (до 48 кг)
|   | Фируддин Курбанов   | «Нефтчи» (Баку)                   |
|   | Жаксылык Ушкемпиров | «Кайрат» (Семипалатинск)          |
|   | Александр Вайнберг  | «Локомотив» (Ленинград)           |
| 4 | Владимир Хатунов    | Вооружённые Силы (Ростов-на-Дону) |
| 5 | Владимир Касторский | «Варпа» (Рига)                    |
| 6 | Владимир Нецветаев  | Вооружённые Силы (Москва)         |
| ? | Тальгат Камакаев    | Пермь                             |
| ? | Н. Староверкин      | Караганда                         |

Легчайший вес (до 52 кг)
|   | Валерий Арутюнов       | «Динамо» (Ереван)              |
|   | Владимир Шатунов       | «Динамо» (Киров)               |
|   | А. Алиев               | «Нефтчи» (Баку)                |
| 4 | Нурмухамет Хайрзаманов | «Спартак» (Челябинск)          |
| 5 | В. Ключников           | «Спартак» (Московская область) |
| 6 | Алексей Шумаков        | «Буревестник» (Красноярск)     |
| ? | Д. Бакрадзе            | Тбилиси                        |
| ? | Владимир Зубков        | «Буревестник» (Минск)          |

Полулёгкий вес (до 57 кг)
|   | Фархат Мустафин      | Вооружённые Силы (Москва)         |
|   | Александр Кустов     | «Спартак» (Калининград)           |
|   | Василий Гримайло     | «Динамо» (Алма-Ата)               |
| 4 | В. Бехтемиров        | Профсоюзы (Глазов)                |
| 5 | Юрий Соколов         | Вооружённые Силы (Ленинград)      |
| 6 | В. Колосов           | Вооружённые Силы (Ростов-на-Дону) |
| ? | Рустем Казаков       | Вооружённые Силы (Ташкент)        |
| ? | Виталий Константинов | «Динамо» (Ульяновск)              |
| ? | Николай Церковный    | Киев                              |
| ? | Рафаэль Эйвазов      | «Трудовые резервы» (Баку)         |

Лёгкий вес (до 62 кг)
|   | Анатолий Кавкаев    | Вооружённые Силы (Москва)         |
|   | Нельсон Давидян     | «Динамо» (Киев)                   |
|   | Василий Ларцев      | Вооружённые Силы (Ростов-на-Дону) |
| 4 | Аббос Шадыев        | «Спартак» (Бухара)                |
| 5 | В. Ни               | «Спартак» (Московская область)    |
| 6 | Олег Давидян        | «Динамо» (Киев)                   |
| ? | С. Бердяев          | Ленинград                         |
| ? | В. Макоев           | Душанбе                           |
| ? | Джемал Мегрелишвили | «Динамо» (Тбилиси)                |

1-й полусредний вес (до 68 кг)
|   | Шамиль Хисамутдинов | «Спартак» (Московская область) |
|   | Валерий Спиридонов  | Вооружённые Силы (Москва)      |
|   | Виктор Кузьмин      | «Варпа» (Рига)                 |
| 4 | Велиджан Умеров     | «Динамо» (Запорожье)           |
| 5 | Сергей Кузякин      | Вооружённые Силы (Свердловск)  |
| 6 | М. Куркин           | «Спартак» (Новосибирск)        |

2-й полусредний вес (до 74 кг)
|   | Имант Клинтсон  | «Даугава» (Рига)             |
|   | Иосиф Беришвили | «Буревестник» (Тбилиси)      |
|   | Ариф Нифтулаев  | «Нефтчи» (Баку)              |
| 4 | Геннадий Корбан | «Буревестник» (Саратов)      |
| 5 | Владимир Земков | «Спартак» (Саранск)          |
| 6 | Ш. Ариков       | «Трудовые резервы» (Саранск) |
| ? | Анатолий Быков  | «Динамо» (Алма-Ата)          |

1-й средний вес (до 82 кг)
|   | Анатолий Назаренко  | «Динамо» (Алма-Ата)          |
|   | Владимир Чебоксаров | «Динамо» (Тюмень)            |
|   | Тамаз Кикнадзе      | «Трудовые резервы» (Тбилиси) |
| 4 | Валерий Булынко     | «Урожай» (Минск)             |
| 5 | Леонид Либерман     | «Спартак» (Минск)            |
| 6 | И. Циклаури         | «Колмеурне» (Тбилиси)        |

2-й средний вес (до 90 кг)
|   | Валерий Резанцев  | «Динамо» (Алма-Ата)               |
|   | Антс Нису         | «Динамо» (Таллин)                 |
|   | Владимир Муханов  | «Спартак» (Саратов)               |
| 4 | Эстатэ Гогличидзе | «Динамо» (Кутаиси)                |
| 5 | Владимир Нечаев   | Вооружённые Силы (Ростов-на-Дону) |
| 6 | Н. Донченко       | «Спартак» (Омск)                  |

Полутяжёлый вес (до 100 кг)
|   | Дмитрий Задверняк | «Колос» (Киев)                    |
|   | Измаил Екутич     | Вооружённые Силы (Ростов-на-Дону) |
|   | Василий Меркулов  | «Спартак» (Воронеж)               |
| 4 | Евгений Артюхин   | Вооружённые Силы (Москва)         |
| 5 | Владимир Ракаев   | «Спартак» (Ивано-Франковск)       |
| 6 | Юрий Отисон       | Вооружённые Силы (Рига)           |

Тяжёлый вес (свыше 100 кг)
|   | Александр Колчинский | «Динамо» (Киев)              |
|   | Шота Морчиладзе      | «Буревестник» (Тбилиси)      |
|   | Анатолий Зеленко     | «Красное знамя» (Минск)      |
| 4 | М. Дмитриев          | Вооружённые Силы (Кзыл-Орда) |
| 5 | Александр Мотин      | «Локомотив» (Алма-Ата)       |
| 6 | Хельдур Рооне        | «Динамо» (Таллин)            |

Командный зачёт
|   | «Динамо»            |
|   | Вооружённые Силы    |
|   | «Спартак»           |
| 4 | Профсоюзы           |
| 5 | ЦС сельских обществ |
| 6 | «Буревестник»       |